# Южные Улянды
Южные Улянды — солёное бессточное озеро в России, находится в Краснобашкирском сельсовете Абзелиловского района Башкирии. Площадь водного зеркала — 2,8 км², по другим данным — 2,3 км². Площадь водосборного бассейна — 19,6 км². Длина озера — 2,3 км, средняя ширина — 1 км. Средняя глубина озера — 1,7 м, максимальная достигает 2,3 м. Объём воды — 6,4 млн м3.
Находится в 4 км к юго-западу от населённого пункта Смеловский. Лежит на высоте 422,1 м над уровнем моря у подножия восточного склона горы Кылыскыр. Имеет пологие берега. Водная растительность представлена пушицей, рдестом, рогозом, тростником. Ихтиофауна: карп, караси, пелядь. Обитают кулики и чайки.